# Usbekischer Fußballpokal 2023
Der Usbekische Fußballpokal 2023 war die 31. Saison eines K.-o.-Fußballwettbewerbs in Usbekistan. Das Turnier wurde vom usbekischen Fußballverband organisiert. Der Wettbewerb begann mit der ersten Qualifikationsrunde am 24. März 2023 und endete mit dem Finale am 12. November 2023. Titelverteidiger war Nasaf Karschi.

## Termine
| Runde                  | Datum                                                        |
| ---------------------- | ------------------------------------------------------------ |
| 1. Qualifikationsrunde | 24. März 2023                                                |
| 2. Qualifikationsrunde | 26. März 2023                                                |
| Gruppenphase           | April 2023 bis Juni 2023                                     |
| Achtelfinale           | 1. August 2023 2. August 2023 8. August 2023 14. August 2023 |
| Viertelfinale          | 31. August 2023 2. September 2023 3. September 2023          |
| Halbfinale             | 19. Oktober 2023                                             |
| Finale                 | 12. November 2023                                            |

## 1. Qualifikationsrunde
|                       | Ergebnis |                               |
| --------------------- | -------- | ----------------------------- |
| 24. März 2023         |          |                               |
| FK Chig‘atoy          | 1:4      | FK Nurafshon-Bukhara          |
| Jizzax PFK            | 2:0      | FK Yangiyul Toshkent Viloyati |
| Sementchi Kuvasoy     | 0:1      | FK Jayxujn 2023               |
| FK Olimpiya Taschkent | 3:1      | PFC Oumqorgon 1977            |

## 2. Qualifikationsrunde
|                      | Ergebnis |                       |
| -------------------- | -------- | --------------------- |
| 26. März 2023        |          |                       |
| FK Nurafshon-Bukhara | 2:5      | Jizzax PFK            |
| FK Jayxujn 2023      | 1:2      | FK Olimpiya Taschkent |

## Gruppenphase

### Gruppe A

#### Tabelle
| Pl. | Verein         | Sp. | S | U | N | Tore    | Diff. | Punkte |
| --- | -------------- | --- | - | - | - | ------- | ----- | ------ |
| 1.  | FK Olmaliq     | 3   | 3 | 0 | 0 | 014:200 | +12   | 09     |
| 2.  | FC Andijon-SGS | 3   | 2 | 0 | 1 | 009:100 | −1    | 06     |
| 3.  | Jizzax PFK     | 3   | 1 | 0 | 2 | 005:700 | −2    | 03     |
| 4.  | FK G'ijduvon   | 3   | 0 | 0 | 3 | 003:120 | −9    | 0      |

#### Spiele
|                | Ergebnis |                |
| -------------- | -------- | -------------- |
| 2. April 2023  |          |                |
| FC Andijon-SGS | 3:2      | Jizzax PFK     |
| 4. April 2023  |          |                |
| FK G'ijduvon   | 0:5      | FK Olmaliq     |
| 3. Mai 2023    |          |                |
| Jizzax PFK     | 2:1      | FK G'ijduvon   |
| FK Olmaliq     | 6:1      | FC Andijon-SGS |
| 1. Juni 2023   |          |                |
| Jizzax PFK     | 1:3      | FK Olmaliq     |
| FC Andijon-SGS | 5:2      | FK G'ijduvon   |

### Gruppe B

#### Tabelle
| Pl. | Verein             | Sp. | S | U | N | Tore    | Diff. | Punkte |
| --- | ------------------ | --- | - | - | - | ------- | ----- | ------ |
| 1.  | Nasaf Karschi      | 3   | 3 | 0 | 0 | 003:000 | +3    | 09     |
| 2.  | Surkhon Termez     | 3   | 1 | 1 | 1 | 004:100 | +3    | 04     |
| 3.  | FK Mashʼal Muborak | 3   | 1 | 1 | 1 | 003:300 | ±0    | 04     |
| 4.  | Qoʻqon 1912        | 3   | 0 | 0 | 3 | 002:800 | −6    | 0      |

#### Spiele
|                    | Ergebnis |                    |
| ------------------ | -------- | ------------------ |
| 5. April 2023      |          |                    |
| Qoʻqon 1912        | 0:1      | Nasaf Karschi      |
| Surkhon Termez     | 0:0      | FK Mashʼal Muborak |
| 2. Mai 2023        |          |                    |
| FK Mashʼal Muborak | 3:2      | Qoʻqon 1912        |
| 3. Mai 2023        |          |                    |
| Nasaf Karschi      | 1:0      | Surkhon Termez     |
| 2. Juni 2023       |          |                    |
| Surkhon Termez     | 4:0      | Qoʻqon 1912        |
| FK Mashʼal Muborak | 0:1      | Nasaf Karschi      |

### Gruppe C

#### Tabelle
| Pl. | Verein              | Sp. | S | U | N | Tore    | Diff. | Punkte |
| --- | ------------------- | --- | - | - | - | ------- | ----- | ------ |
| 1.  | Bunyodkor Taschkent | 3   | 3 | 0 | 0 | 005:000 | +5    | 09     |
| 2.  | FK Neftchi Fargʻona | 3   | 1 | 1 | 1 | 001:200 | −1    | 04     |
| 3.  | Metallurg Bekobod   | 3   | 1 | 0 | 2 | 002:300 | −1    | 03     |
| 4.  | United Redbridge FC | 3   | 0 | 1 | 2 | 000:300 | −3    | 01     |

#### Spiele
|                     | Ergebnis |                     |
| ------------------- | -------- | ------------------- |
| 12. April 2023      |          |                     |
| FK Neftchi Fargʻona | 0:0      | Bunyodkor Taschkent |
| Metallurg Bekobod   | 2:2      | United Redbridge FC |
| 10. Mai 2023        |          |                     |
| United Redbridge FC | 0:3      | FK Neftchi Fargʻona |
| Bunyodkor Taschkent | 1:0      | Metallurg Bekobod   |
| 1. Juni 2023        |          |                     |
| United Redbridge FC | 0:0      | Bunyodkor Taschkent |
| Metallurg Bekobod   | 2:1      | FK Neftchi Fargʻona |

### Gruppe D

#### Tabelle
| Pl. | Verein            | Sp. | S | U | N | Tore    | Diff. | Punkte |
| --- | ----------------- | --- | - | - | - | ------- | ----- | ------ |
| 1.  | FK Turon Yaypan   | 3   | 2 | 1 | 0 | 007:300 | +4    | 07     |
| 2.  | FK Buxoro         | 3   | 2 | 1 | 0 | 003:200 | +1    | 07     |
| 3.  | FK Shoʻrtan Guzar | 3   | 1 | 1 | 1 | 006:700 | −1    | 04     |
| 4.  | FK Yangiyer       | 3   | 0 | 0 | 3 | 001:500 | −4    | 0      |

#### Spiele
|                   | Ergebnis |                   |
| ----------------- | -------- | ----------------- |
| 11. April 2023    |          |                   |
| FK Shoʻrtan Guzar | 3:1      | FK Yangiyer       |
| 12. April 2023    |          |                   |
| FK Buxoro         | 1:1      | FK Turon Yaypan   |
| 9. Mai 2023       |          |                   |
| FK Yangiyer       | 0:1      | FK Buxoro         |
| FK Turon Yaypan   | 5:2      | FK Shoʻrtan Guzar |
| 3. Juni 2023      |          |                   |
| FK Buxoro         | 1:1      | FK Shoʻrtan Guzar |
| FK Turon Yaypan   | 1:0      | FK Yangiyer       |

### Gruppe E

#### Tabelle
| Pl. | Verein              | Sp. | S | U | N | Tore    | Diff. | Punkte |
| --- | ------------------- | --- | - | - | - | ------- | ----- | ------ |
| 1.  | FK Dinamo Samarkand | 3   | 3 | 0 | 0 | 007:100 | +6    | 09     |
| 2.  | Lokomotiv Taschkent | 3   | 2 | 0 | 1 | 007:300 | +4    | 06     |
| 3.  | Qizilqum Zarafshon  | 3   | 1 | 0 | 2 | 003:300 | ±0    | 03     |
| 4.  | FK Zaamin           | 3   | 0 | 0 | 3 | 000:100 | −10   | 0      |

#### Spiele
|                     | Ergebnis |                     |
| ------------------- | -------- | ------------------- |
| 18. April 2023      |          |                     |
| Lokomotiv Taschkent | 4:0      | FK Zaamin           |
| FK Dinamo Samarkand | 1:0      | Qizilqum Zarafshon  |
| 16. Mai 2023        |          |                     |
| FK Zaami            | 0:3      | FK Dinamo Samarkand |
| Qizilqum Zarafshon  | 0:2      | Lokomotiv Taschkent |
| 4. Juni 2023        |          |                     |
| Qizilqum Zarafshon  | 3:0      | FK Zaami            |
| FK Dinamo Samarkand | 3:1      | Lokomotiv Taschkent |

### Gruppe F

#### Tabelle
| Pl. | Verein                | Sp. | S | U | N | Tore    | Diff. | Punkte |
| --- | --------------------- | --- | - | - | - | ------- | ----- | ------ |
| 1.  | FK Olympic Tashkent   | 4   | 2 | 2 | 0 | 005:100 | +4    | 08     |
| 2.  | Navbahor Namangan     | 3   | 2 | 0 | 1 | 006:300 | +3    | 06     |
| 3.  | FK Andijon            | 3   | 1 | 1 | 1 | 006:100 | +5    | 04     |
| 4.  | FK Olimpiya Taschkent | 3   | 0 | 0 | 3 | 001:130 | −12   | 0      |

#### Spiele
|                       | Ergebnis |                       |
| --------------------- | -------- | --------------------- |
| 19. April 2023        |          |                       |
| FK Olimpiya Taschkent | 1:4      | Navbahor Namangan     |
| 20. April 2023        |          |                       |
| FK Andijon            | 0:0      | FK Olympic Tashkent   |
| 17. Mai 2023          |          |                       |
| FK Olympic Tashkent   | 3:0      | FK Olimpiya Taschkent |
| 18. Mai 2023          |          |                       |
| Navbahor Namangan     | 1:0      | FK Andijon            |
| 2. Juni 2023          |          |                       |
| FK Andijon            | 6:0      | FK Olimpiya Taschkent |
| FK Olympic Tashkent   | 2:1      | Navbahor Namangan     |

### Gruppe G

#### Tabelle
| Pl. | Verein                | Sp. | S | U | N | Tore    | Diff. | Punkte |
| --- | --------------------- | --- | - | - | - | ------- | ----- | ------ |
| 1.  | PFK Aral              | 3   | 2 | 1 | 0 | 008:300 | +5    | 07     |
| 2.  | Paxtakor Taschkent    | 3   | 2 | 0 | 1 | 006:200 | +4    | 06     |
| 3.  | FK Soʻgʻdiyona Jizzax | 3   | 1 | 1 | 1 | 007:300 | +4    | 04     |
| 4.  | FK Do'stlik Taschkent | 3   | 0 | 0 | 3 | 001:140 | −13   | 0      |

#### Spiele
|                       | Ergebnis |                       |
| --------------------- | -------- | --------------------- |
| 26. April 2023        |          |                       |
| PFK Aral              | 4:1      | FK Do'stlik Taschkent |
| Paxtakor Taschkent    | 1:0      | FK Soʻgʻdiyona Jizzax |
| 24. Mai 2023          |          |                       |
| FK Do'stlik Taschkent | 0:5      | Paxtakor Taschkent    |
| FK Soʻgʻdiyona Jizzax | 2:2      | PFK Aral              |
| 3. Juni 2023          |          |                       |
| FK Do'stlik Taschkent | 0:5      | FK Soʻgʻdiyona Jizzax |
| PFK Aral              | 2:0      | Paxtakor Taschkent    |

### Gruppe H

#### Tabelle
| Pl. | Verein           | Sp. | S | U | N | Tore    | Diff. | Punkte |
| --- | ---------------- | --- | - | - | - | ------- | ----- | ------ |
| 1.  | Xorazm FK        | 3   | 3 | 0 | 0 | 006:200 | +4    | 09     |
| 2.  | FC Paxtakor-79   | 3   | 1 | 1 | 1 | 005:500 | ±0    | 04     |
| 3.  | FK Lokomotiv BFK | 3   | 0 | 2 | 1 | 004:500 | −1    | 02     |
| 4.  | PFK Shahrixonchi | 3   | 0 | 1 | 2 | 004:700 | −3    | 01     |

#### Spiele
|                  | Ergebnis |                  |
| ---------------- | -------- | ---------------- |
| 25. April 2023   |          |                  |
| FC Paxtakor-79   | 2:1      | PFK Shahrixonchi |
| Xorazm FK        | 1:0      | FK Lokomotiv BFK |
| 23. Mai 2023     |          |                  |
| FK Lokomotiv BFK | 1:1      | FC Paxtakor-79   |
| Xorazm FK        | 2:0      | PFK Shahrixonchi |
| 4. Juni 2023     |          |                  |
| PFK Shahrixonchi | 3:3      | FK Lokomotiv BFK |
| FC Paxtakor-7    | 2:3      | Xorazm FK        |

## Achtelfinale
|                     | Ergebnis  |                     |
| ------------------- | --------- | ------------------- |
| 1. August 2023      |           |                     |
| Nasaf Karschi       | 4:3       | FK Buxoro           |
| FK Dinamo Samarkand | 3:2       | Paxtakor Taschkent  |
| FK Turon Yaypan     | 3:0       | FC Paxtakor-79      |
| 2. August 2023      |           |                     |
| FK Olmaliq          | 2:1       | Lokomotiv Taschkent |
| FK Olympic Tashkent | 10:0      | FC Andijon-SGS      |
| 8. August 2023      |           |                     |
| Xorazm FK           | 3:1       | Metallurg Bekobod   |
| 14. August 2023     |           |                     |
| PFK Aral            | 0:2       | Navbahor Namangan   |
| 16. August 2023     |           |                     |
| Bunyodkor Taschkent | 2:3 n. V. | Surkhon Termez      |

## Viertelfinale
|                     | Ergebnis |                     |
| ------------------- | -------- | ------------------- |
| 31. August 2023     |          |                     |
| FK Dinamo Samarkand | 4:3      | FK Olympic Tashkent |
| 2. September 2023   |          |                     |
| FK Turon Yaypan     | 1:2      | Nasaf Karschi       |
| 3. September 2023   |          |                     |
| FK Olmaliq          | 4:2      | Xorazm FK           |
| Navbahor Namangan   | 2:0      | Surkhon Termez      |

## Halbfinale
|                  | Ergebnis        |                     |
| ---------------- | --------------- | ------------------- |
| 19. Oktober 2023 |                 |                     |
| Nasaf Karschi    | 2:1             | FK Dinamo Samarkand |
| FK Olmaliq       | 2:2 (4:3 i. E.) | Navbahor Namangan   |

## Finale
|                  | Ergebnis |            |
| ---------------- | -------- | ---------- |
| 19. Oktober 2023 |          |            |
| Nasaf Karschi    | 1:0      | FK Olmaliq |